# Actinulida
Ordre
Actinulida est un ordre d'hydrozoaires marins de la sous-classe des Trachylinae.

## Systématique
L'ordre des Actinulida a été créé en 1958 par les biologistes Bertil Swedmark (d) (1918-1975) et Georges Teissier (1900-1972).

## Description
Ce sont de tout petits hydrozoaires médusoïdes sans phase polype, vivant isolés dans le sédiment. La coupole est très réduite et l'épiderme cilié. Les statocystes peuvent être présents ou non, en forme de massue et dérivés de tissu ecto- ou endodermal. Le cnidome peut contenir des stémotèles.

## Liste des familles
Selon World Register of Marine Species (25 octobre 2022) :
- famille Halammohydridae Remane, 1927 — 1 genre
- famille Otohydridae Swedmark & Teissier, 1958 — 1 genre

## Publication originale
- Bertil Swedmark et Georges Teissier, « Otohydra vagans n. g., n.sp., hydrozoaire des sables, apparenté aux Halammohydridées », Comptes rendus hebdomadaires des séances de l'Académie des sciences, Paris, vol. 247, no 2,‎ 1958, p. 238-240 (ISSN 0001-4036).